# Magdalena Baleja
Magdalena Baleja – polska judoczka.
Była zawodniczka klubów: MKS Zryw Łodź (1991-1996) i AZS OŚ Łódź (1997). Brązowa medalistka mistrzostw Polski seniorek 1996 w kategorii do 61 kg. Ponadto m.in. młodzieżowa mistrzyni Polski 1996 i mistrzyni Polski juniorek 1995.